# Şabanözü
Şabanözü là một huyện thuộc tỉnh Çankırı, Thổ Nhĩ Kỳ. Huyện có diện tích 605 km² và dân số thời điểm năm 2007 là 8763 người, mật độ 14 người/km².